# Utrechtse Museumnacht
De Utrechtse Museumnacht is een jaarlijks evenement de museumnacht dat wordt gehouden in de Nederlandse stad Utrecht. Het werd voor het eerst georganiseerd in 2001. De musea die meewerken of hebben meegewerkt aan het evenement zijn:
- Nederlands Spoorwegmuseum
- Sterrenwacht Sonnenborgh
- Universiteitsmuseum
- dick bruna huis/Centraal Museum
- Nationaal Museum van Speelklok tot Pierement
- Aboriginal Art Museum
- Museum Catharijneconvent
- Geldmuseum

## Edities

### 2006
De vijfde editie van de Utrechtse Museumnacht stond in het teken van De 7e Hemel.

### 2007
De zesde editie van de Utrechtse Museumnacht stond in het teken van: de zeven hoofdzonden: Afgunst (Nationaal Museum van Speelklok tot Pierement), Lust (Nederlands Spoorwegmuseum), Hoogmoed (Centraal Museum), Hebzucht (Geldmuseum), Gulzigheid (Universiteitsmuseum), Idolatrie (Sterrenwacht Sonnenborgh), Gemakzucht (Museum Catharijneconvent) en Woede (Aboriginal Art Museum). Het evenement heeft zo'n 5000 mensen getrokken. Ook artiesten als C-mon & Kypski traden op.

### 2011
De editie van 2011 vond op zaterdag 29 oktober plaats. Tien musea doen mee. De museumnacht werkt samen met de natuur- en milieufederaties omdat de museumnacht samenvalt met De Nacht van de Nacht. Tijdens de Museumnacht zijn er bijdrages van o.a. sopraan Kelly God, Wubbo Ockels, Vincent Icke en Joris Linssen. Ook wordt een deel van het Museumkwartier verduisterd.

### 2012
De editie van 2012 vindt op zaterdag 20 oktober plaats. Thema van 2012 is In Vuur en Vlam. Deze editie een programma vol met muziek, cabaret, wetenschap, kunst en performances. Niet alleen binnen zal het er warm aan toe gaan, ook buiten zul je de nodige hitte ondervinden. Vlammenwerpers en vuurspuwers begeleiden je op de route naar de musea. In Het Spoorwegmuseum vindt het eindfeest plaats.

## Kindermuseumnacht
Sinds 2006 is er ook een speciale Kindermuseumnacht. In 2009 gehouden in de herfstvakantie in oktober.